# Caveirac
Caveirac este o comună în departamentul Gard din sudul Franței. În 2009 avea o populație de 3.804 de locuitori.

## Evoluția populației
| An        | 1975  | 1982  | 1990  | 1999  | 2006  | 2009  |
| --------- | ----- | ----- | ----- | ----- | ----- | ----- |
| Populație | 1.096 | 1.877 | 2.679 | 3.099 | 3.663 | 3.804 |